# 阿讓主教座堂

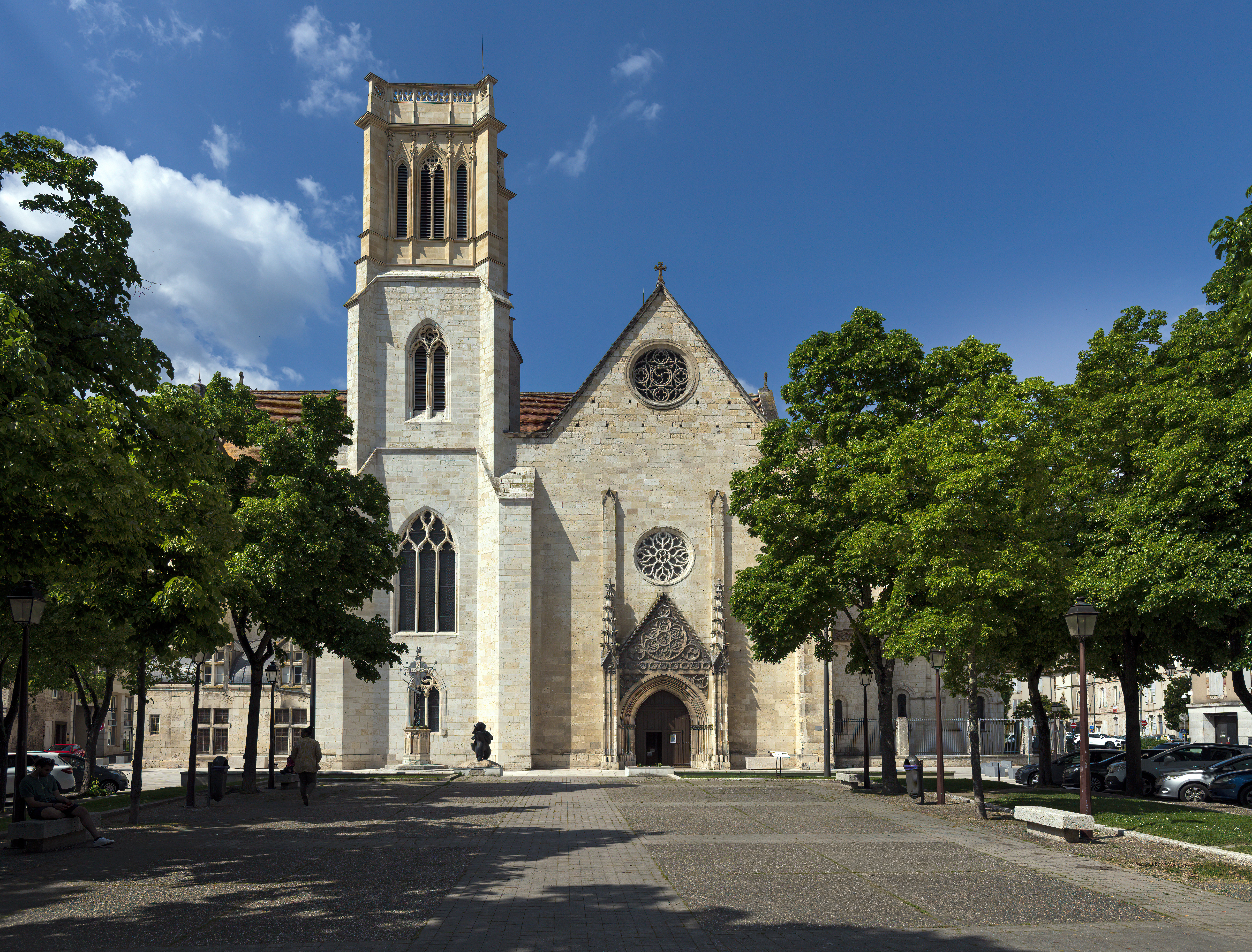
阿讓主教座堂

阿讓主教座堂（法語：Cathédrale Saint-Caprais d'Agen）是位於法國亞奎丹大區洛特-加龍省城市阿讓的一座天主教的主教座堂，修建於12世紀。阿讓主教座堂被列入世界文化遺產名單之中。1863年時，阿讓主教座堂獲得了歷史紀念建築的地位。阿讓主教座堂是法國聖雅各伯朝聖之路的一部分。

## 外部連結
- Location （页面存档备份，存于）

44°12′24″N 0°37′9″E / 44.20667°N 0.61917°E